# Bemavo
Bemavo est une commune rurale de Madagascar qui se situe à l'est de Beroroha, connue pour sa production de haricots et les pêches de poisson d'eau douce. Les habitants de cette commune s’appellent Bara et le fleuve Mangoky relie Bemavo et Beroroha par le biais de pirogues sans ou avec moteur à bord.
La commune compte un poste avancé de la gendarmerie, une école primaire publique, un CEG (Collège d'enseignement général), et un infirmier et 2 sages femmes qui s'occupent la santé publique,Dans l'hôpital MANARAMPENITRA qui se situe au village de Bemavo.